# Mikis Fontagnier

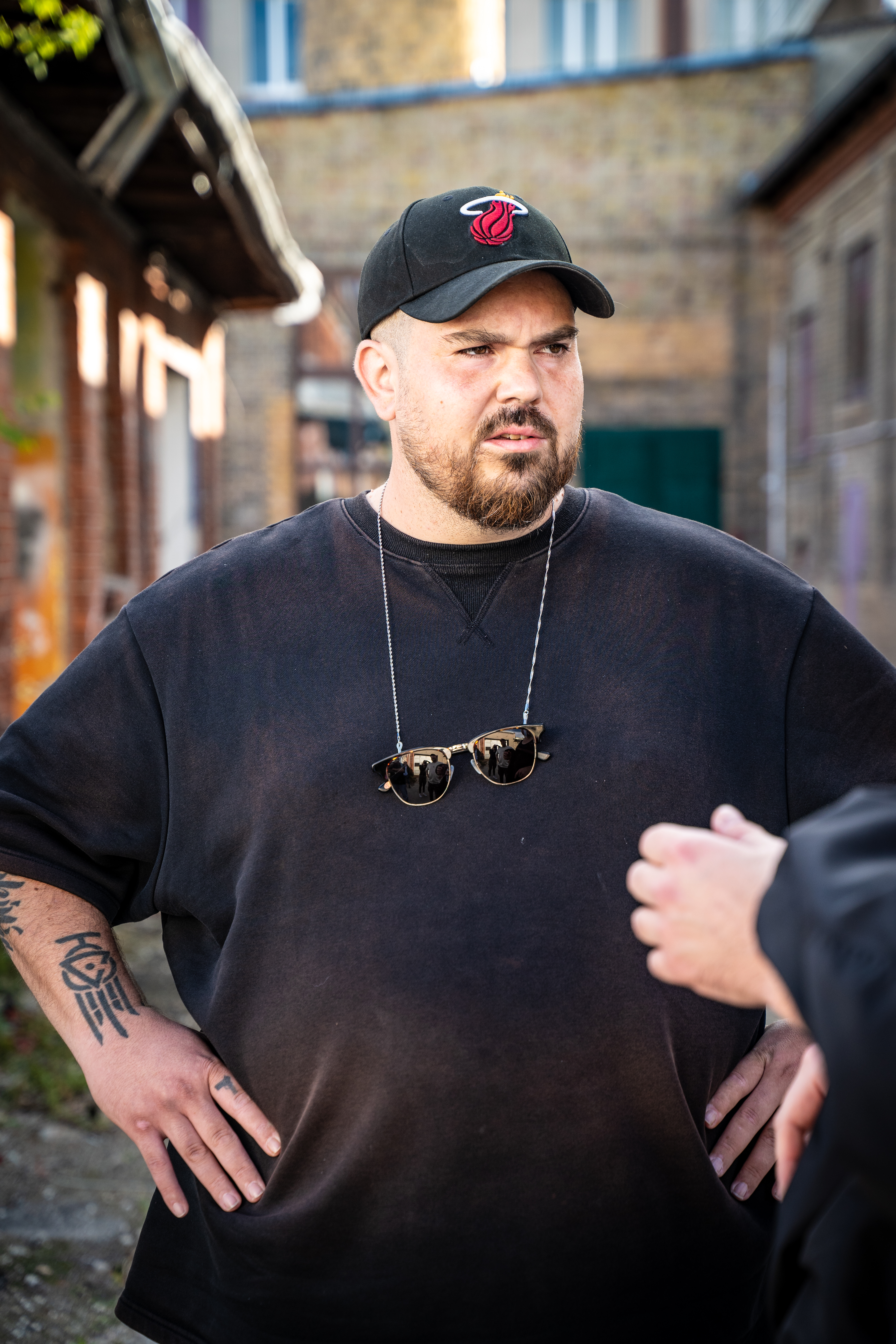
Mikis Fontagnier am Set in Mannheim

Mikis Fontagnier ist ein deutscher Regisseur, Art Director und Musikvideoproduzent.

## Leben
Mikis Fontagnier wuchs gemeinsam mit seinem Bruder Pablo Fontagnier – besser bekannt als der Graffiti-Künstler Hombre SUK – in einem Hochhausviertel in Mannheim auf. Schon in jungen Jahren zeigte er eine ausgeprägte kreative Ader und war als Sprayer aktiv, was ihn mehrfach mit der Polizei in Konflikt brachte.
Seine Leidenschaft für das Filmemachen entdeckte Fontagnier eher zufällig: Nach dem Abbruch seines Studiums arbeitete er zunächst für eine Hip-Hop-Sendung, wo er kurzfristig als Kameramann einsprang. Diese erste Begegnung mit der Kamera führte dazu, dass er sich autodidaktisch und mit viel Engagement zum Regisseur und visuellen Erzähler entwickelte.

## Produktionen
Zusammen mit Jan Jäger und Waldemar Kies gründete er die Medienagentur Famefabrik, die sich auf visuelle Kommunikation, Musikvideos und Werbung spezialisierte. Unter seiner künstlerischen Leitung als Art Director erzielte die Famefabrik mehrere Durchbrüche in der deutschen Musik- und Werbewelt. In dieser Zeit bildete das Team zahlreiche Talente aus, darunter den heutigen Filmemacher und Kameramann Alexandro Peter Biber.

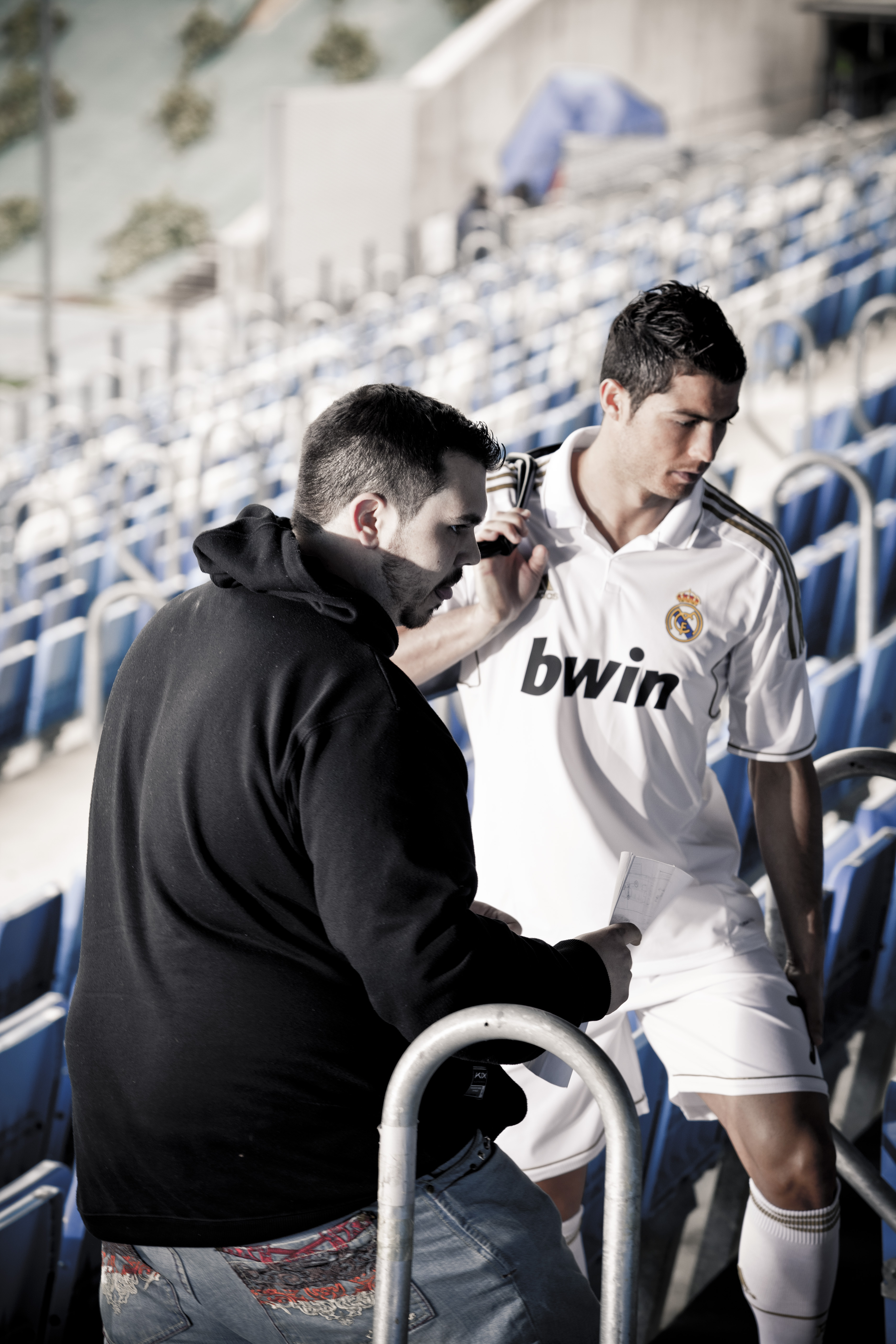
Making-of: Videoproduktion in Madrid – Ein Blick hinter die Kulissen am Set mit Cristiano Ronaldo

Während seiner Tätigkeit bei Famefabrik realisierte Fontagnier Projekte mit internationalen Marken und Persönlichkeiten. Hierzu zählen Kampagnen für den Spieleentwickler KONAMI, bei denen er mit Fußballstars wie Cristiano Ronaldo, Lionel Messi und Fernando Torres zusammenarbeitete. Außerdem entstanden Musikvideos für Künstler wie Xavier Naidoo, darunter das Projekt „Der Fels“ in Kooperation mit der Agentur FORMAT67.
Nach einer erfolgreichen Zeit bei Famefabrik entschied sich Mikis Fontagnier, seinen eigenen künstlerischen Weg zu gehen. Unter dem Künstlernamen Her Director Fontagnier etablierte er sich als einer der führenden deutschen Musikvideoregisseure. Er arbeitete für zahlreiche bekannte Künstler, darunter Curse, Kool Savas, Sido, Vanessa Mai, Namika, Kay One und viele weitere. Sein visueller Stil prägte die Bildsprache zahlreicher Musikproduktionen im deutschsprachigen Raum.
Neben Musikvideos produziert Fontagnier auch Werbefilme und Imagekampagnen, die sich durch cineastische Qualität und starke narrative Konzepte auszeichnen. Mit seiner aktuellen Agentur Tyson’s Land hat er in Mannheim eine kreative Basis geschaffen, von der aus er sowohl nationale als auch internationale Projekte realisiert.

## Musikvideos (Auswahl)
Mikis Fontagnier hat über 400 Musikvideos produziert und ist bekannt für seine kreative Vielseitigkeit und emotionale Bildsprache. Seine Arbeiten reichen von Hip-Hop über Pop bis hin zu Metal und Schlager.
- Sido – Hey Du[1] (Dieses Video brachte Mikis Fontagnier 2010 den Echo für das beste Musikvideo ein)
- Kool Savas – AMG[1]
- MoTrip feat. Haftbefehl – Mama[1]
- Kay One feat. Pietro Lombardi – Señorita[8]
- Credibil – Schlaflos[9]
- Leony – Remedy[10]
- Amon Amarth – Find A Way Or Make One[11]
- Hämatom - Alles wegen Bier[12]
- Söhne Mannheims – Rosenblätter[13]
- Xavier Naidoo - Der Fels[14]

Mit Vanessa Mai:
- Sommerwind[15]
- Highlight (No puedo estar sin ti)[16]
- Melatonin[17]
- Der Himmel reißt auf[18]
- Happy End[19]
- Leichter[20]
- Ruf nicht mehr an[21]
- Landebahn[22]
- Als ob du mich liebst[23]
- Schwarze Herzen[24]
- No Hard Feelings[25]
- Unendlich[26]
- Aus & vorbei[27]
- Uns gehört die Welt[28]
- Selfie von heut Nacht[29]
- Nicht von dieser Erde[30]
- Pink[31]

## Auszeichnungen
- 2010: Echo für das beste Musikvideo: Sido – Hey Du